# Aeródromo El Cardal
El Aeródromo El Cardal (OACI: SCKD), es una terminal aérea ubicada junto a la ciudad de Río Bueno, provincia del Ranco, Región de Los Ríos, Chile. Es de propiedad privado. Se encuentra ubicado en la localidad de Filuco a 30 km de la Ciudad de Río Bueno.